# Taslima Nasrin
Taslima Nasrin (sau Taslima Nasreen; n. 25 august 1962, Mymensingh, Pakistanul de Est, Bangladesh) este o susținătoare a drepturilor femeilor și scriitoare din Bangladesh. În prezent locuiește în Suedia.
Pentru poziția sa critică față de islam a fost amenințată de mai multe ori cu moartea de către fundamentaliștii islamici.
În 1994 a primit Premiul Saharov.